# Sainte-Croix-à-Lauze
Sainte-Croix-à-Lauze é uma comuna francesa na região administrativa da Provença-Alpes-Costa Azul, no departamento dos Alpes da Alta Provença. Estende-se por uma área de 8,65 km². Em 2010 a comuna tinha 92 habitantes (densidade: 10,6 hab./km²).